# Colombé-le-Sec
Colombé-le-Sec é uma comuna francesa na região administrativa de Grande Leste, no departamento de Aube. Estende-se por uma área de 8,78 km². Em 2010 a comuna tinha 152 habitantes (densidade: 17,3 hab./km²).